# Percy Walters
Percy Melmoth Walters (Ewell, 30 settembre 1863 – Ashtead, 6 ottobre 1936) è stato un calciatore inglese, di ruolo difensore.

## Carriera

### Club
Ha sempre giocato nel campionato inglese.

### Nazionale
Ha disputato 13 incontri con la nazionale.

## Palmarès

### Club

#### Competizioni nazionali
- FA Amateur Cup: 1

Old Carthusians: 1893-1894

#### Competizioni regionali
- London Senior Cup: 1

Old Carthusians: 1894-1895